# Princípios de fé judaicos
O judaísmo afirma uma série de princípios de fé básicos que se espera que sejam cumpridos por uma pessoa que deseje estar em consonância com a fé judaica. No entanto, ao contrário da maioria das comunidades cristãs, a comunidade judaica nunca desenvolveu um catecismo obrigatório.
Mas surgiram várias formulações das crenças judaicas, muito embora exista alguma discussão sobre o número de princípios de fé básicos que existem. O rabino Joseph Albo, por exemplo, conta três princípios de fé em Sefer Ha-Ikkarim, ao passo que Maimónides lista treze. Se bem que alguns rabinos mais recentes tenham tentado conciliar estas diferenças, afirmando que os princípios de Maimonides estão contidos na lista de Albo, bem mais curta, a verdade é que esta diferença e listas alternativas criadas por outras autoridades rabínicas medievais parecem indicar um grande nível de tolerância perante perspectivas teológicas variadas.

## Os Treze princípios do Judaísmo
O filósofo e rabino Maimônides elaborouno século XII os treze princípios do Judaísmo como um sumário de crenças judaicas face ao cristianismo e islamismo.
Nem todos os rabinos aceitaram a formulação de Maimônides, como foram os casos de Hasdai Crescas e José Albo, mas ao longo dos séculos acabou disseminando e aceito pelo judaísmo ortodoxo, sendo incorporado nos serviços religiosos, com algumas de suas fraseologias (como Ani Ma'amin e Yigdal) registradas no siddur tradicional.
1. Confio plenamente que Deus é o Criador e guia de todos os seres, ou seja, que só Ele fez, faz e fará tudo.
2. Confio plenamente que o Criador é um e único; que não existe unidade de qualquer forma igual à d’Ele; e que somente Ele é nosso Deus, foi e será.
3. Confio plenamente que o Criador é incorpóreo e que está isento de qualquer propriedade antropomórfica.
4. Confio plenamente que o Criador foi o primeiro (nada existiu antes d’Ele) e que será o último (nada existirá depois d’Ele).
5. Confio plenamente que o Criador é o único a quem é apropriado rezar, e que é proibido dirigir preces a qualquer outra entidade.
6. Confio plenamente que todas as palavras dos profetas são verdadeiras.
7. Confio plenamente que a profecia de Moshe Rabeinu (Moisés) é verídica, e que ele foi o pai dos profetas, tanto dos que o precederam como dos que o sucederam.
8. Confio plenamente que toda a Torá que agora possuímos foi dada pelo Criador a Moshe Rabeinu.
9. Confio plenamente que esta Torá não será modificada e nem haverá outra outorgada pelo Criador.
10. Confio plenamente que o Criador conhece todos os atos e pensamentos dos seres humanos, eis que está escrito: "Ele forma os corações de todos e percebe todas as suas ações" (Tehilim 33:15).
11. Confio plenamente que o Criador recompensa aqueles que cumprem os Seus mandamentos, e pune os que transgridem Suas leis.
12. Confio plenamente na vinda do Mashiach (Messias) e, embora ele possa demorar, aguardo todos os dias a sua chegada.
13. Confio plenamente que haverá o renascimento dos mortos quando for a vontade do Criador.